# Pompeo Calvi
Pour les articles homonymes, voir Calvi.

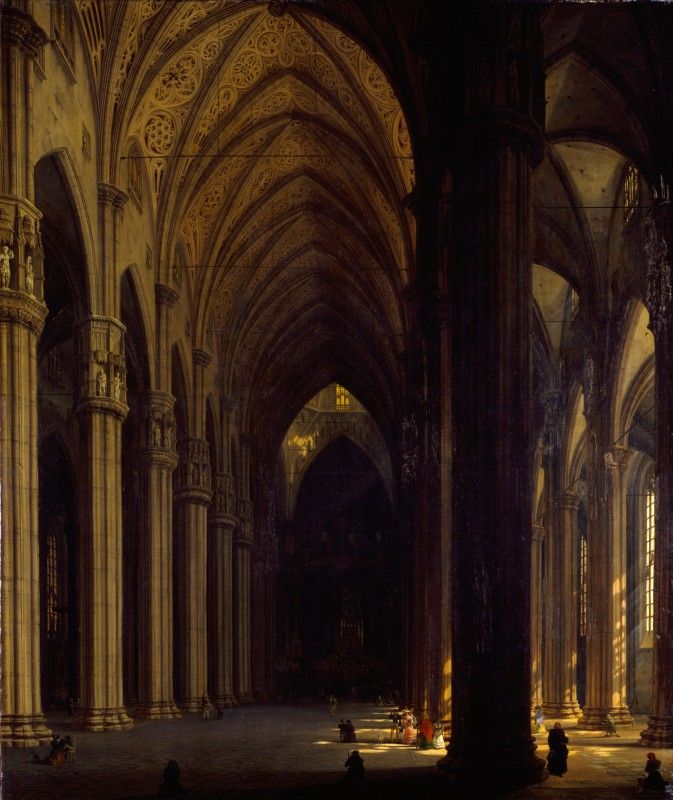
Interno Duomo di Milano, 1835 (collection d'art de la Fondazione Cariplo).

Pompeo Calvi, né en 1806 à Milan et mort le 28 juin 1884 dans la même ville, est un artiste peintre italien. 

## Biographie
Né en 1806 à Milan, Pompeo Calvi est l'élève de Giovanni Migliara. Il fait ses débuts à l'exposition annuelle de l'Académie des beaux-arts de Brera en 1828. Il effectue un long voyage à Rome et à Naples de 1830 à 1832, qui lui permet de renouveler ses sujets.
Il est continuellement présent aux expositions de l'Académie des beaux-arts de Brera jusqu'en 1842, date à laquelle il arrête complètement de peindre. Membre honoraire de l'Académie des beaux-arts de Brera à partir de 1850 et conseiller académique à partir de 1860, il démissionne de ses fonctions officielles en 1868. Considéré par les critiques comme un dilettante sans intérêt particulier, Calvi reçoit malgré tout d'importantes commandes des  aristocraties lombarde et piémontaise. Son succès commercial atteint son apogée lorsqu'une de ses œuvres est achetée pour la galerie Belvedere de Vienne. 
Il meurt le 28 juin 1884 dans sa ville natale.